# Челіщево
Челі́щево (рос. Челищево) — присілок у складі Бабушкінського району Вологодської області, Росія. Входить до складу Рослятінського сільського поселення.

## Населення
Населення — 42 особи (2010; 65 у 2002).
Національний склад (станом на 2002 рік):
- росіяни — 100 %